# Другий залізничний пакет

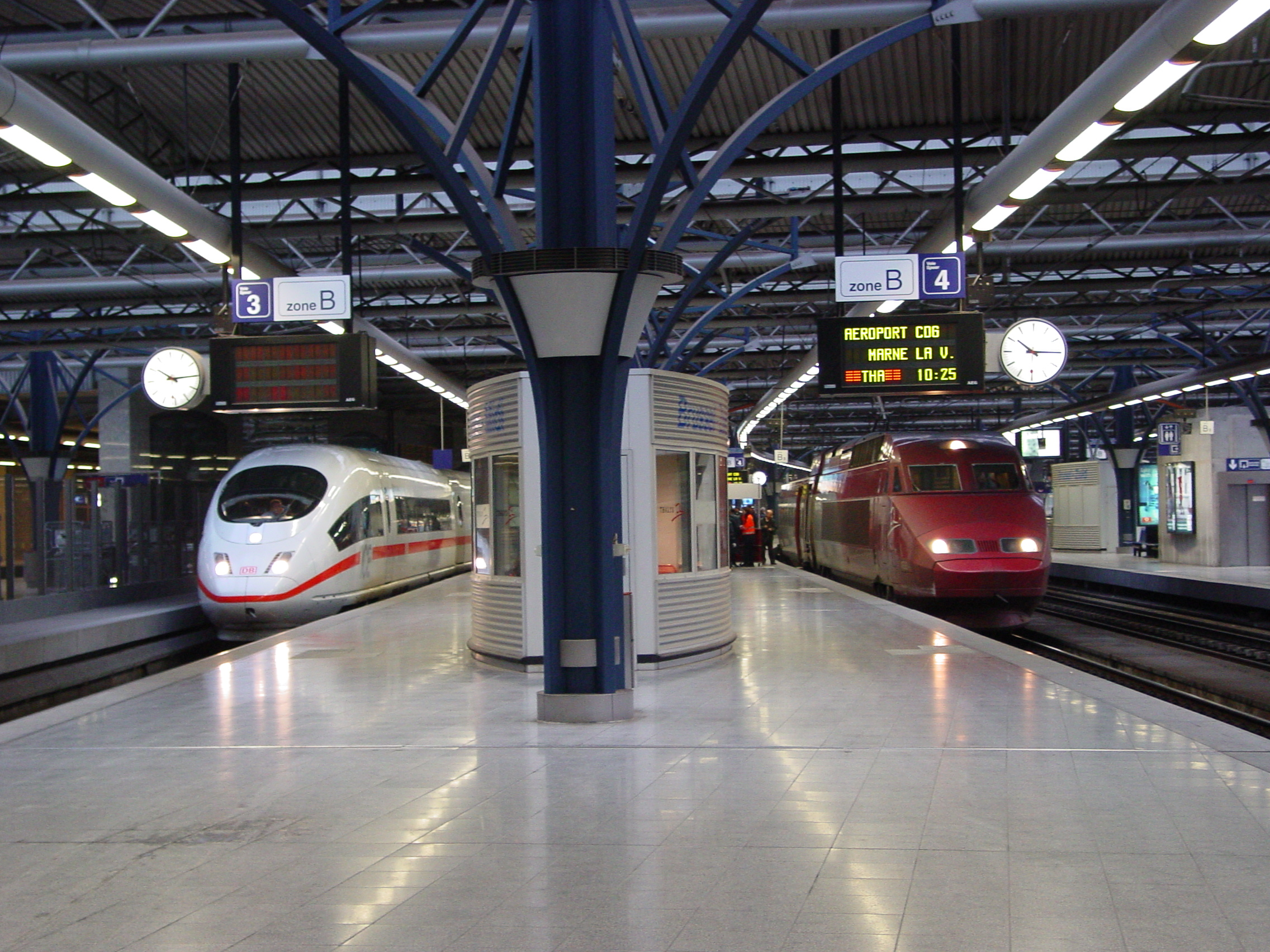
Міжнародні поїзди на станції Брюссель-Південний: ICE 3 і Thalys.

Дру́гий залізни́чний паке́т – група законодавчих актів Європейського Союзу, які сприяють запровадженню спільних стандартів та відкритого доступу, працюючи над створенням інтегрованого європейського залізничного простору.

## Історія
Протягом більшої частини XX століття в залізничному транспорті Європи домінували національні монополії; вони фактично усували конкурентів зі своїх мереж. Починаючи з 1991 року, Європейський Союз розробив законодавство, щоб відкрити залізницю для конкуренції, що допомогло б їй відновити частку модального транспорту від автомобільного та повітряного транспорту.

## Законодавство

### Директива 2004/49/ЄС
2004/49/ЄС є Директивою з безпеки на залізниці; згодом до неї були внесені зміни Директивою 2008/110/ЄС. Вона гармонізувала принципи безпеки, включаючи процедури надання дозволів на експлуатацію залізниць операторам та власникам інфраструктури.

### Директива 2004/50/ЄС
Директива 2004/50/ЄС гармонізувала вимоги до інтероперабельности, зокрема, для високошвидкісних залізниць. Вона внесла зміни до Директив 96/48 та 2001/16; згодом її було оновлено Директивою 2008/57/ЄС.

### Директива 2004/51/ЄС
Директива 2004/51/ЄС дозволила відкритий доступ до вантажних послуг на національному та міжнародному рівнях, починаючи з січня 2007 року.

### Регламент (ЄС) 881/2004
Регламентом 881/2004 було створено Європейське залізничне агентство для координації зусиль щодо безпеки та оперативної сумісности.